# Кононова, Елизавета Пигасиевна
Елизавета Пигасиевна Кононова (7 мая 1880 — 1969) — русский и советский нейроморфолог, специалист в области цитоархитектоники и неврологии.

## Ранние годы
Родилась 7 мая 1880 года в Москве в богатой купеческой семье.

## Карьера

### Обучение за границей
В 1909 году Елизавета Пигасиевна окончила медицинский факультет Парижского университета, где за успехи в учебе была награждена медалью и далее, до 1911 года, продолжила образование во Франции в качестве экстерна в клинике профессоров Жюля Дежерина и Жозефа Бабинского. В 1912 году Е.П. Кононова защитила на французском языке диссертацию на степень доктора медицины под названием "Перекрестная атрофия мозжечка при мозговых расстройствах у взрослых".

### Работа в Московском университете
После завершения обучения во Франции приехала в Москву для поступления в Московский университет. После успешного обучения в нем получила диплом лекаря с отличием. В течение 20 лет работала в клинике нервных болезней Московского университета в должности ассистента Неврологического института Первого Московского государственного университета. Защитила в 1921 году кандидатскую диссертацию на тему "Анатомия и физиология затылочных долей" под руководством профессора Г.И. Россолимо.

### Карьера в Институте мозга АМН СССР
По приглашению директора московского Института мозга С.А. Саркисова, в 1932 году Е.П. Кононова перешла на работу в лабораторию архитектоники мозга, прошла путь от старшего научного сотрудника до профессора, заведующего лабораторией и заслуженного деятеля науки РСФСР. В 1937 году ей была присуждена степень доктора медицинских наук по совокупности работ.

## Направления исследований и научная деятельность
Фундаментальные исследования Е.П. Кононовой лобной области коры мозга выявили основные принципы ее структурной организации у приматов и человека: особенности цитоархитектоники различных полей лобной области (своеобразие строения в них цитоархитектонических слоев, степень выраженности радиарной исчерченности ). В ее работах были показаны и подробно описаны основные закономерности формирования лобной области коры мозга человека в процессе онтогенеза; цитоархитектонические особенности отдельных ее полей у различных индивидуумов.
По инициативе Е.П. Кононовой в лаборатории архитектоники были проведены важные исследования в области миелоархитектоники корковых формаций мозга человека. Методика исследования была модифицирована и внедрена Елизаветой Пигасиевной в научную работу. Ее последним научным трудом стала коллективная монография, материалы для которой были подготовлены в срок не смотря на большие проблемы со здоровьем.
Е.П. Кононова помимо науки занималась активной преподавательской деятельностью, консультировала своих учеников и активно делилась опытом с коллегами.

## Научные труды
За свою научную карьеру Е.П. Кононова написала свыше 60 работ, три монографии:
- «Перекрестная атрофия мозжечка при мозговых расстройствах у взрослого» (1912);
- «Анатомия и физиология затылочных долей на основании клинических, патологоанатомических и экспериментальных данных» (1926);
- «Лобная область большого мозга» (1962)

атласы Института мозга АМН СССР:
- «Атлас большого мозга человека и животных» (1937);
- «Атлас мозгового ствола человека и животных» (1937);
- «Атлас цитоархитектоники коры большого мозга человека» (1955).

Стоит отметить большое количество разделов в ряде учебников нервных болезней и руководств по неврологии, а так же в Большой Медицинской Энциклопедии, касающихся строения мозга, автором и редактором которых была Е.П. Кононова. В частности, она являлась заместителем главного редактора по отделу невропатологии второго издания Большой Медицинской Энциклопедии, написала ряд фундаментальных статей по анатомии и физиологии нервной системы в первом и втором изданиях энциклопедии. Она создала два научно-биографических очерка, посвященных памяти профессоров Григория Ивановича Россолимо и Владимира Александровича Муратова.

## Вклад в науку
Исследования Е.П. Кононовой лобных долей мозга человека и индивидуальной вариабельности всей коры головного мозга до настоящего времени остаются основополагающими для нейроморфологов. Они послужили фундаментом для разработок этих проблем будущими учеными. Елизавета Пигасиевна считается основоположницей анализа индивидуальной изменчивости коры головного мозга. Она была крупнейшим специалистом по морфологии ствола головного мозга. Под руководством Е.П. Кононовой в Институте мозга АМН СССР были проведены исследования структуры ретикулярной формации ствола мозга в филогенезе млекопитающих и онтогенезе человека, что позволило правильно оценить место данной формации в системе анализаторов и ее роль в интегративной деятельности мозга.
Е.П. Кононова умерла в 1969 году, в возрасте 89 лет. Похоронена на Калитниковском кладбище в Москве.